# Ataru Moroboshi
Ataru Moroboshi (諸星あたる Moroboshi Ataru?) es el personaje principal del manga y anime de Rumiko Takahashi, Urusei Yatsura.

## Historia
Nacido en abril (el cuarto mes, véase Tetrafobia) en viernes 13 (presumiblemente el viernes 13 de abril de 1964, siendo la coincidencia de fechas más cercana posible), Butsumetsu, y el mismo día de un gran terremoto, Cherry se ha referido a él como un portador de mala suerte, pocas veces visto en este mundo. Al igual que ha crecido, Ataru se ha convertido en una maldición en la ciudad de Tomobiki gracias a su legendaria falta de suerte, que ha atraído a todo tipo de bichos raros y extraterrestres. 
Ya de niño, era muy lujurioso, pero tenía una amiga constante en Shinobu Miyake, que finalmente se convirtió en su novia en el momento en el manga comenzó. A pesar del estable noviazgo, Ataru siguió coqueteando con otras mujeres, pero Shinobu permanecía a su lado. Pero todo esto cambió un día, cuando agentes del gobierno lo llevaron a su casa para explicar una crisis de nivel global que solo él podía solucionar. 
Una vez que llegó, conoció a Lum Invader, una preciosa princesa extraterrestre vestida en bikini. Ataru había sido seleccionado al azar por una computadora, de entre todos los humanos de la Tierra, para representar a la humanidad en un juego de persecución con el destino del planeta Tierra sobre la línea. La misma Lum representaba a la raza de onis invasores. No pudiendo capturar a la belleza voladora, Shinobu prometió casarse con él si él ganaba. Decidido a hacer "las cosas que las personas casadas hacen", logró capturar a Lum robando la parte de arriba de su bikini y agarrando sus cuernos, cuando ella trató de recuperarlo. En su momento de triunfo, Ataru declaró en voz alta: "¡Ahora me puedo casar!", referenciando el compromiso de Shinobu. Sin embargo, Lum confundió esto (al no haber un contexto especifícado) como una propuesta para ella, la cual aceptó, y ambos fueron inmediatamente comprometidos.

## Personalidad
Ataru es un joven de 17 años, estudiante en la Preparatoria Tomobiki, clase 2-4. Es un lascivo con un carácter idiota y, con frecuencia trata de escapar de clases. Cada vez que ve o escucha a una chica linda, de inmediato pide su dirección y número de teléfono, pero nunca tiene éxito. Persigue y trata de andar a tientas con cada mujer, a excepción de su "esposa" Lum Invader no importa cuál sea la situación. Sin embargo, se puso de manifiesto en varias ocasiones que ella es la única que realmente ama. A pesar de esto, generalmente la trata como una molestia y constantemente le hace caso omiso. 
A pesar de lo estúpido que parece, Ataru a menudo muestra notable inteligencia, sobre todo cuando escapa de Lum. A veces parece ser sobrehumano, con la resistencia de una cucaracha y los poderes de regeneración de una lagartija, poseyendo una tenacidad y stamina notables para un chico de su edad cuando se trata de lograr algo. Como resultado de ello, nunca se rinde en su caza de chicas, no importa cuántas veces le rechacen o lo fuerte que Lum le electrocute. Ataru es también muy rápido, y con frecuencia se le puede ver usando un uniforme completo. Esta velocidad cegadora es útil cuando escapa de Lum. 
A veces Ataru deja brillar su lado bueno, sobre todo cuando se hizo cargo de la oruga de la clase odiada todo el mundo, y cuando fue a una cita con el fantasma de una niña enferma que le había admirado desde lejos. Pero debido a su reputación como un tarado lascivo, la mayoría del reparto se sorprende cada vez que hace tal cosa, creyendo que se ha enfermado. Acciones como estas, sin embargo, revelan su verdadera personalidad, que puede ser la razón por la que Lum se enamoró de él a pesar de sus muchos defectos.
Su carácter pudo haber inspirado a Rumiko para la creación del personaje Miroku, el monje, en InuYasha. El también es un pervertido que realiza misiones por interés y tiene una relación de amor/rechazo con Sango.

## Relación con Lum
Al principio es insensible hacia Lum y la ve como una molestia que le impide su caza de chicas, pero en el momento de la historia "Una Noche A Solas!!" (夜を二人で!!, Yoru wo Futari de!!?) (Vol. 18) estaba totalmente de acuerdo con compartir la cama con ella. Aunque no parezca que realmente se preocupa por ella, es claro que Lum es la única por la realmente se preocupa, algo que ella agradece. Ella solo quiere que Ataru se lo demuestre más a menudo. 
En el cuento "Los Guantes del Amor y el Espíritu de Lucha" (愛と闘魂のグローブ, Ai to Tokon no Gurōbu?) (Vol. 21), en el que accidentalmente se pone unos guantes de boxeo que le obligan a agarrar y golpear a cualquiera que se le acerque lo suficiente, continuamente pone su propia cara en frente de Lum cada vez ella se le acerca demasiado, golpeándose a sí mismo en su lugar. Este es solo uno de muchos casos en que Ataru hace todo lo posible para proteger a Lum de algún daño físico. 
Cuando se enfrenta con la perspectiva de perder a Lum, Ataru va a tratar todo para impedir que eso pase, incluso a costa de su propia salud. Cerca del final de la serie, en la historia de la introducción de Inaba, decide proteger (sin éxito) el futuro donde él y Lum se casan, después de que ve lo feliz que ella es en ese futuro. En el propio futuro ideal de Ataru, tenía un harén con todas las mujeres destacadas en el elenco, pero decidió abandonarlo (mejor dicho, patearlo) después de que se enteró de que Lum no estaría con él, además de demostrar el amor que siente por ella. Pero una vez que haya pasado el peligro, vuelve a su caza de chicas (a menor ritmo, eso si), como si nada hubiera pasado. Aun así, el hecho de que se sacrifique para rescatar a Lum es suficiente para demostrar que realmente se preocupa por ella. 
En la última historia, tienen otro juego de persecución, esta vez con la memoria de la Tierra de Lum y todo lo que había ocurrido desde su llegada en la línea. Lum le dejaría ganar si solo dice "Te quiero", pero él se niega y trata de atraparla él mismo. Sin embargo, al final, indirectamente le dice "Te amaré por siempre" a Lum, cuando ve que había guardado algo de ella (sus viejos cuernos). Ella le permite capturarla y sigue viviendo en la Tierra con él. En el último panel de la serie, Lum dice que algún día ella lo hará efectivamente decir que la ama, a la que Ataru responde: "Te lo diré cuando estés a punto de morir."

## Habilidades especiales
Ataru puede coger la hoja de una katana (técnica sacada de la fábula de la escuela Yagyu, también se puede ver esto en el episodio 52 de Mazinger Z titulado "Sayaka y Koji tienen una pelea" [O "Bestia mecánica Barizon M1" en Latinoamérica) con sus propias manos. Tenía que aprender por sí mismo esto para ayudarle a hacer frente a Shuutaro Mendou, que a menudo lleva una espada y amenaza con usarlo en él cuando le insulta. A veces, (casi siempre en peleas con Mendou) Ataru ha demostrado conocimiento de variadas técnicas ninja - como el Kawarimi no Jutsu (Técnica de Sustitución). Otra nota digna es su velocidad cuando está debidamente motivado (una chica linda a la vista o promesas de servicios especiales de una chica), en el anime, Ataru se ha visto (ya sea con fines de comedia o de drama) escapar de un avión, e incluso del mismo Superman. Ataru también parece tener un buen conocimiento del cuerpo humano y sus puntos neurálgicos (conocido en el ambiente médico como Acupuntura), en la película "The Final Chapter" (Titulada en España con el nombre que se le dio en el manga "Chico encuentra Chica"), cuando Carla intentó utilizar su lanzamisiles característico, Ataru lo "metió" en una parte de su espalda y le causó un espasmo y perder el control de su arma, disparando al azar. En "Beautiful Dreamer", Ataru pudo escapar de la trampa de sueño de Mujaki, cuando la miko Sakura había fracasado. En el sexto largometraje, "Always, My Darling", Ataru, impulsado por su deseo, fue capaz de pasar trampas similares a las de Indiana Jones y la última cruzada a través del uso de un sexto sentido lujurioso. Algo que también cabe destacar de esta película es su capacidad para sacar su h-chi/h-ki (hentai chi/ki) para crear un aura de lujuria poderoso similar a la de Happosai de Ranma ½. En la serie, hubo un momento (a través de Diez ideas idiotas) cuando Sakura era acechada por un sueño de Ataru y realizado originalmente para Lum. En el mundo de los sueños donde el poder se limita solo a la imaginación, Ataru demostró poderes similares a los de Neo de The Matrix, incluida la interrupción de proyectiles con un gesto de su mano. 
- Datos: Q3627880